# Drzwi Gnieźnieńskie
Drzwi Gnieźnieńskie lub Drzwi św. Wojciecha (łac. Porta Regia, Drzwi Królewskie; Porta Aurea, Drzwi Złote) – unikatowy zabytek romańskiej sztuki odlewniczej, wykonany za panowania księcia Mieszka III Starego w XII wieku (dokładny czas i miejsce powstania nieznane). Osadzone w portalu wewnętrznym kruchty południowej bazyliki prymasowskiej w Gnieźnie. Przedstawiają życiorys św. Wojciecha.

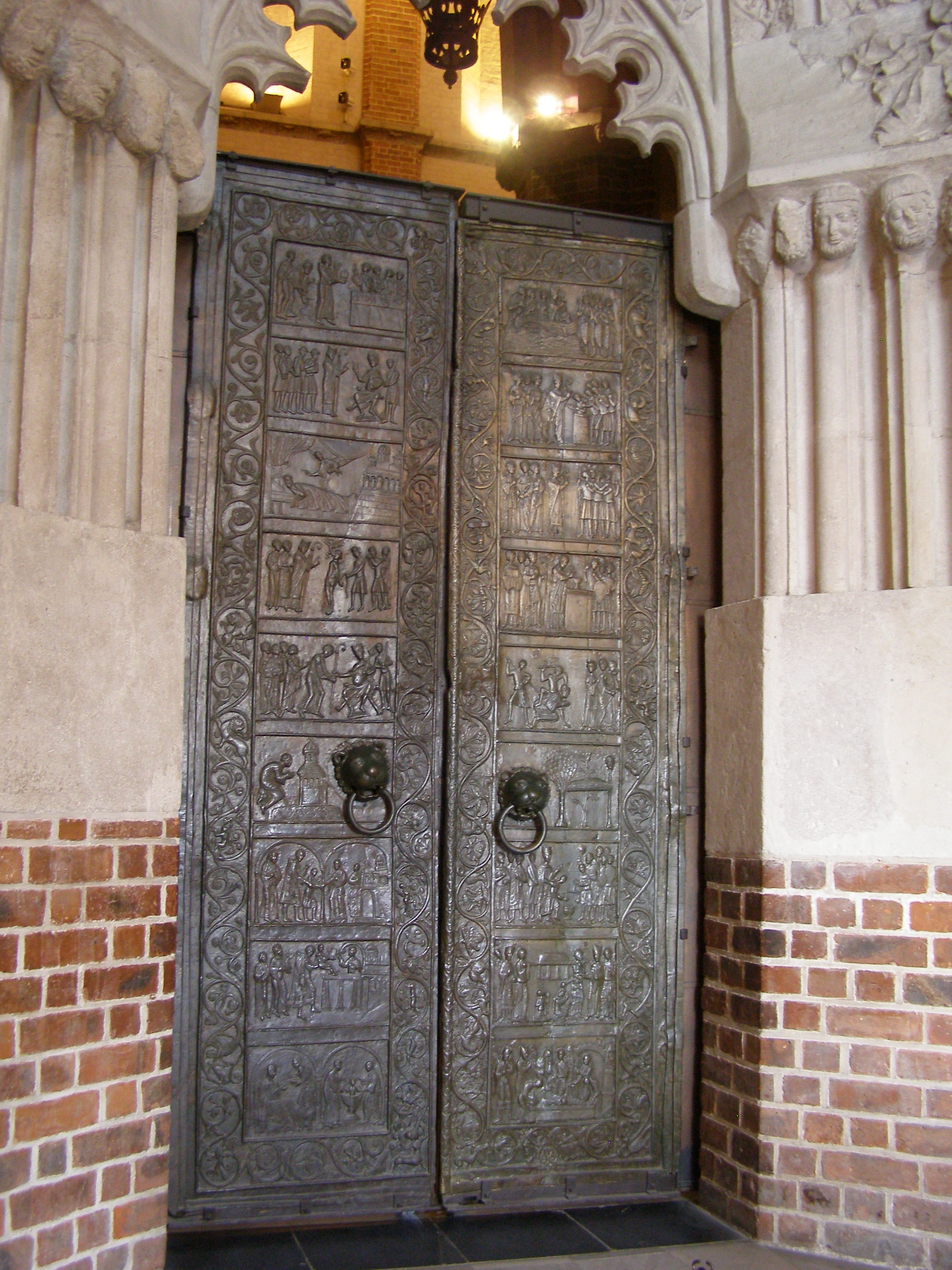
Widok ogólny na Drzwi Gnieźnieńskie

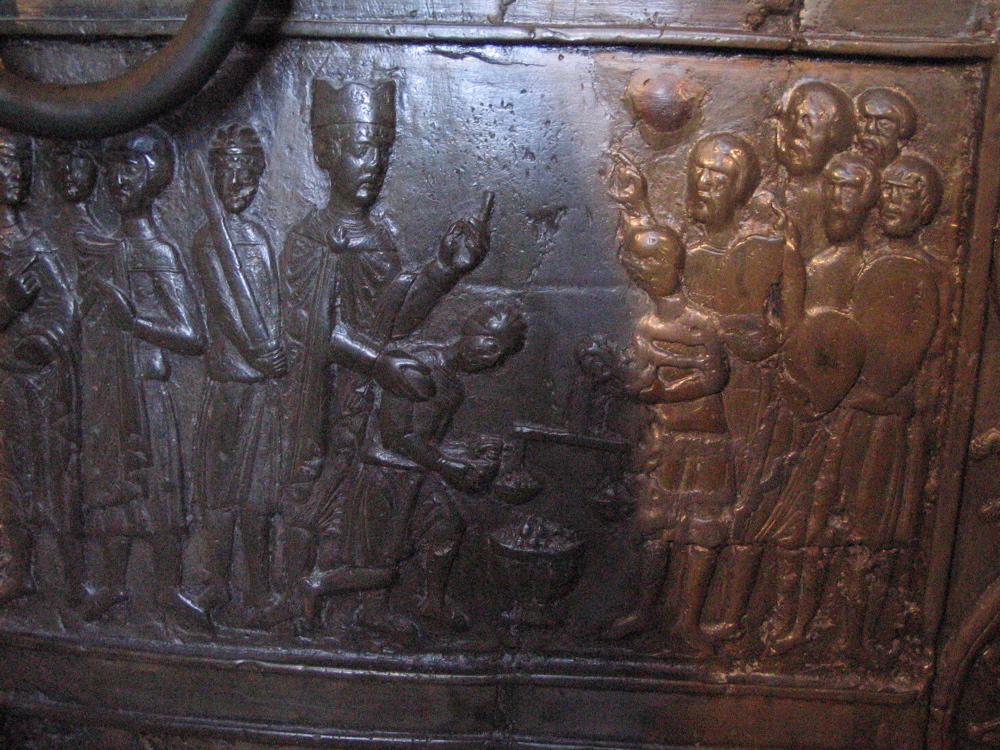
Fragment Drzwi Gnieźnieńskich opisujący wykupienie zwłok męczennika Wojciecha

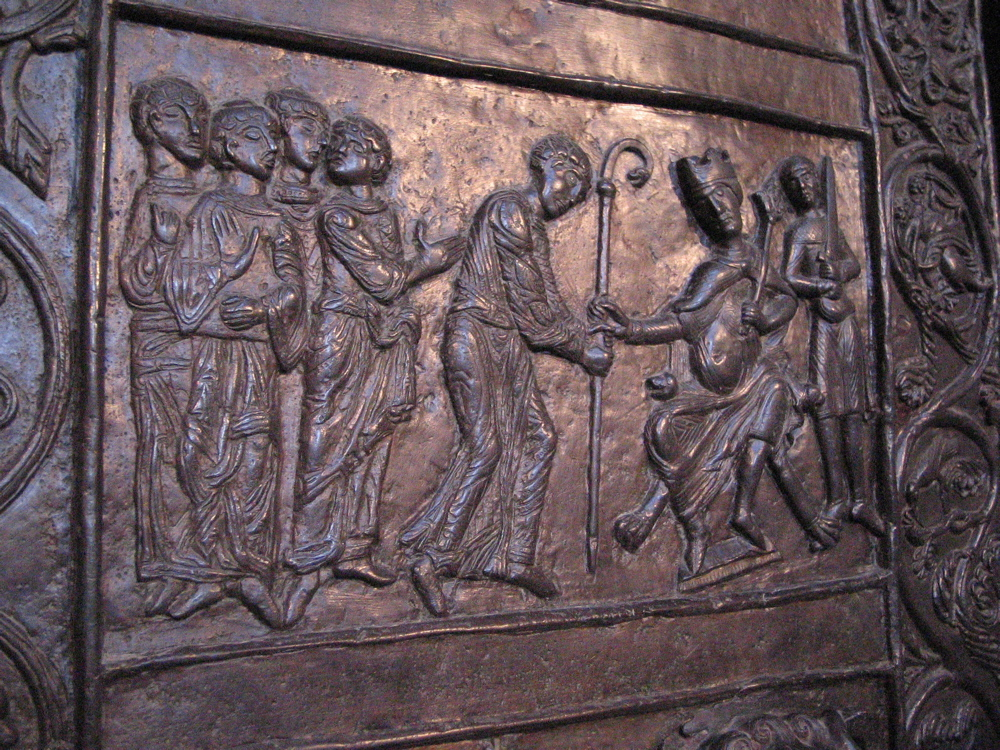
Fragment Drzwi Gnieźnieńskich opisujący wyniesienie Wojciecha do godności biskupiej

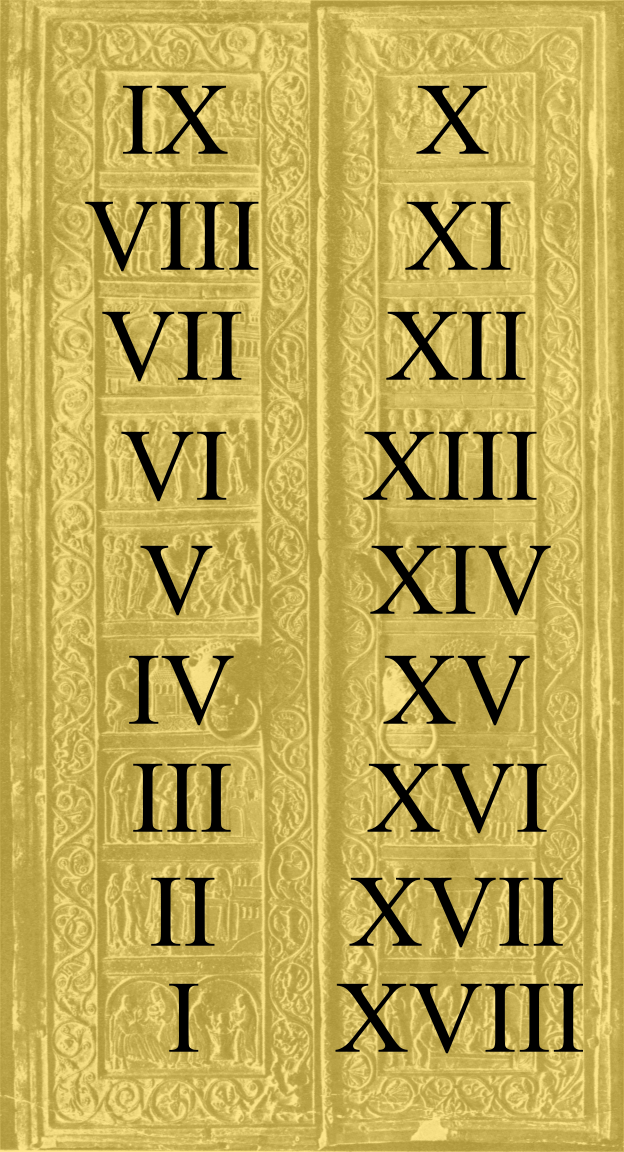
Drzwi Gnieźnieńskie – kolejność kwater

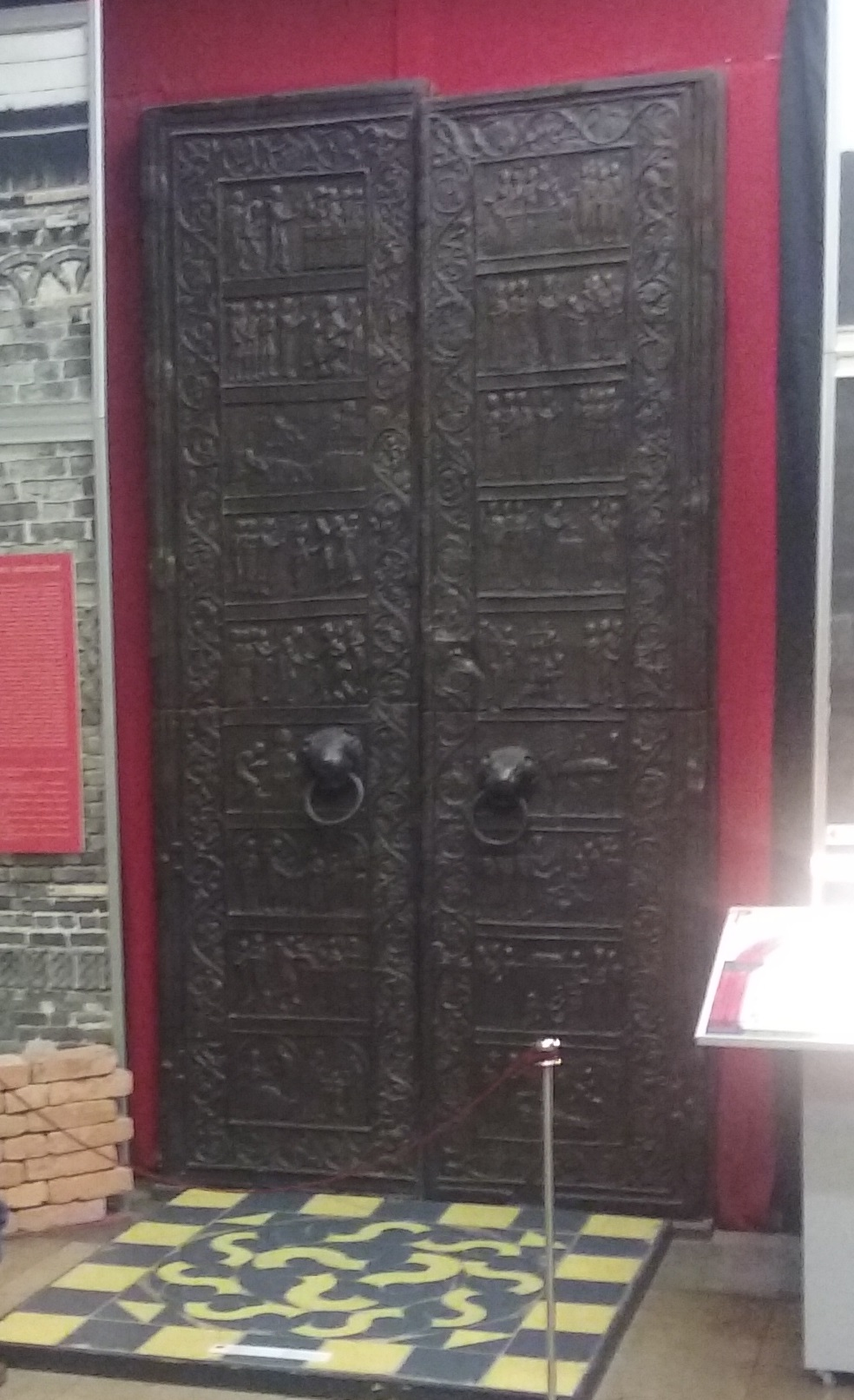
Replika Drzwi Gnieźnieńskich w Muzeum Archeologicznym w Warszawie

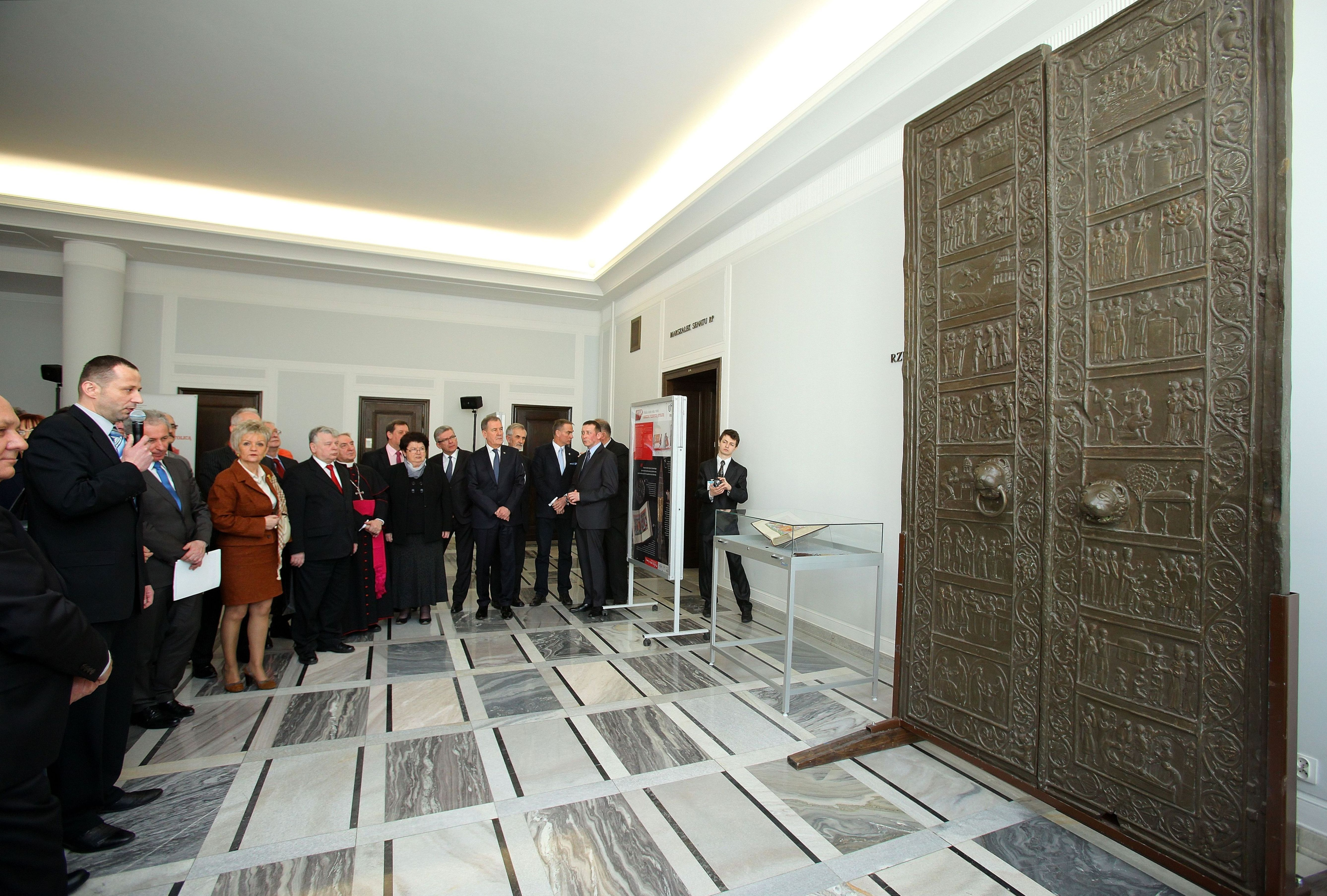
Replika Drzwi Gnieźnieńskich prezentowana na wystawie Polska około roku 1000. Gniezno pierwszą stolicą Polski w Senacie Rzeczypospolitej Polskiej (2013)

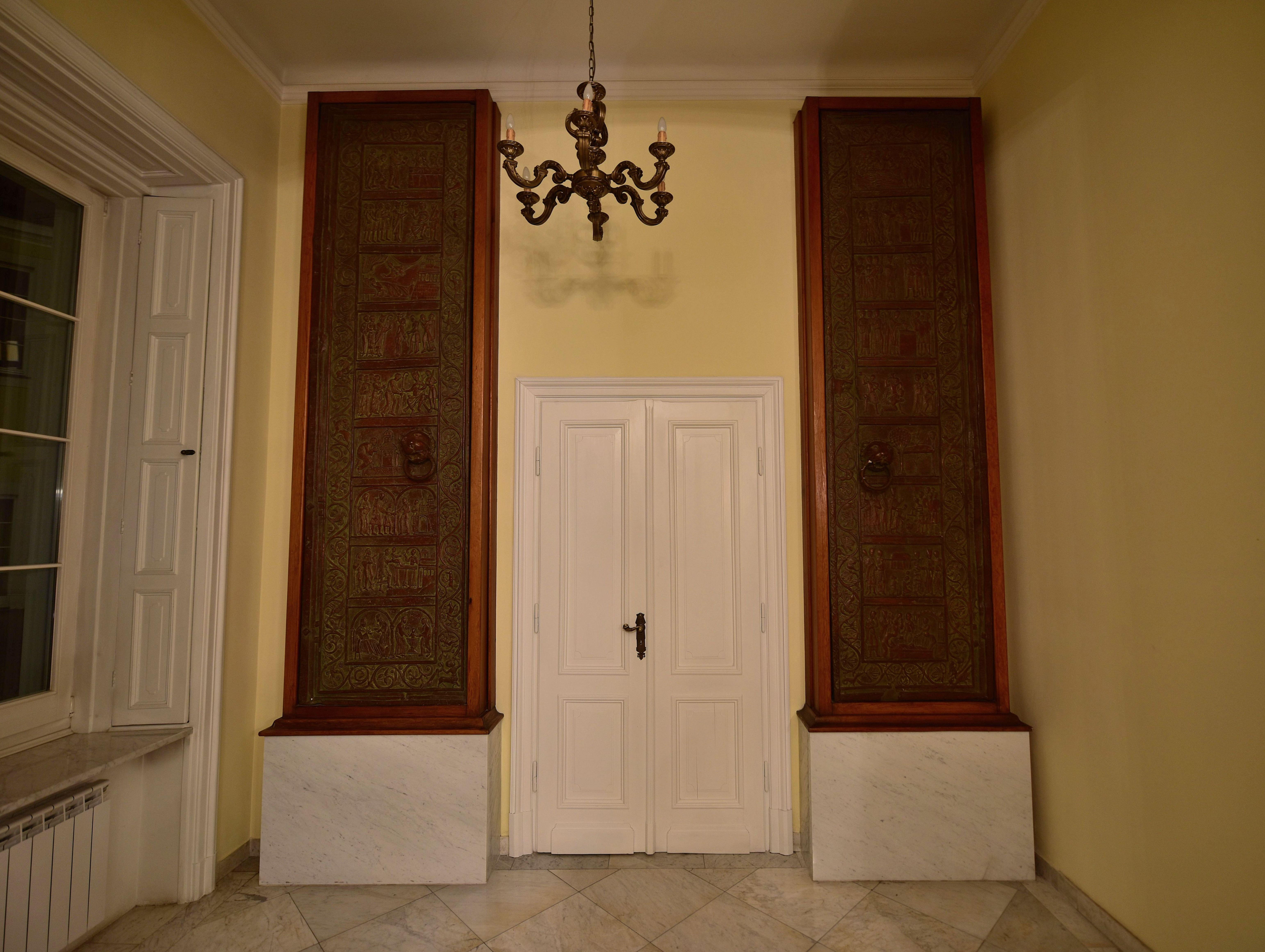
Replika Drzwi Gnieźnieńskich na parterze Domu Arcybiskupów Warszawskich

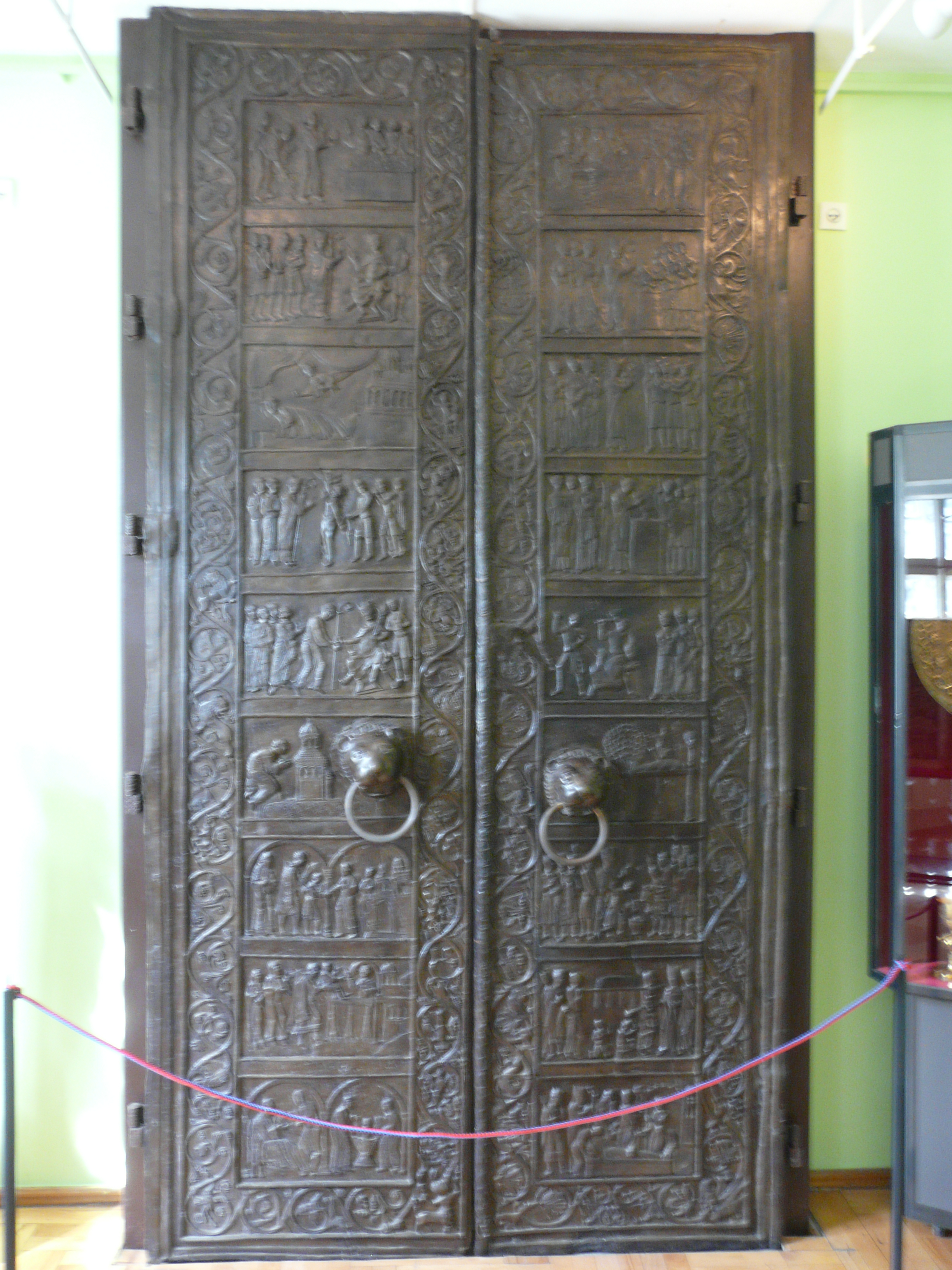
Replika Drzwi Gnieźnieńskich w Muzeum Archidiecezjalnym w Gnieźnie

## Historia
Drzwi zostały wykonane dla budowli romańskiej, konsekrowanej w 1097 roku. Przeniesione do katedry Jarosława Skotnickiego, od końca XIV do XVIII wieku znajdowały się w otworze drzwiowym, prowadzącym do wschodniego przęsła nawy południowej. Po 1784 roku zostały osadzone w wejściu do zachodniego przęsła nawy południowej, w ościeżu portalu klasycystycznego. Od XVII wieku źródła stosują zamienne nazwy dla Drzwi Gnieźnieńskich – Porta regia (1608), Porta aurea (1611), Porta aenea (1616). Lokalne tradycje przypisywały fundację Bolesławowi Krzywoustemu, jednak późniejsze badania potwierdziły datację późniejszą, prawdopodobnie między latami 1175 a 1200. Za inicjatorów powstania tego dzieła uważa się księcia Mieszka III Starego oraz ówczesnego arcybiskupa gnieźnieńskiego. Koncept obrazowy historii życia i męczeństwa św. Wojciecha powstał w środowisku gnieźnieńskiego kleru katedralnego. W pracach przy nim mógł brać udział także klasztor cysterski w pobliskim Łeknie.

## Twórcy
Zachowane relikty napisów, w większości niemożliwe do odczytania, wskazują na udział kilku artystów przy wykonaniu Drzwi. Trzykrotnie w tych zapisach pojawia się sformułowanie me fecit, co wskazuje na umieszczenie trzech imion. Znajduje to także potwierdzenie w technice i stylu (chociażby różnice między poszczególnymi skrzydłami). Na pionowej listwie obramienia lewego skrzydła można odczytać słabo widoczny napis, który należy zinterpretować jako: Luitinus vel Latinus Me Fecit, czyli Luitinus albo Latinus mnie uczynił. Techniczna niedoskonałość odlewu sugeruje, że dzieło powstało w rodzimym warsztacie ludwisarskim. Wskazuje się także możliwość pochodzenia czeskiego Drzwi, wskazując na analogie do miniatur czeskich z około 1100 roku. Możliwe są także źródła mozańskie i nadreńskie. Jako sygnatura artysty od dawna interpretowany jest inny napis, częściowo zachowany przy lewej kołatce. Upatruje się tu skrótu imienia Petrus, co poza imieniem artysty, mogłoby wskazywać na fundację szlachcica Piotra Wszeborowica.

## Wzór
Podstawą kompozycji Drzwi mogło być zapożyczenie z kolońskiego relikwiarza św. Heriberta, powstałego w latach 1146–1170. Na bliskie stylistyczne pokrewieństwo obu dzieł wskazuje forma ornamentyki splotów winnej latorośli z wizerunkami fantastycznych zwierząt z bordiur Drzwi Gnieźnieńskich, która wykazuje dużą zbieżność z motywami zastosowanymi w dziele kolońskim. Pomysł zaczerpnięty z Nadrenii został w Gnieźnie przemodelowany, ponieważ w wykonanym dziele widać wzorowanie się na tradycji obrazowania życia świętych, rozwijającej się od X wieku w sztuce miniatorskiej.
Oglądając zamknięte drzwi, można odnieść identyczne wrażenie estetyczne, jak przy oglądaniu bogato zdobionej karty z rękopisu iluminowanego. Z praktyki odnośnie do tego typu prac wiadomo, że na potrzeby projektu wykonano serię rysunków z wyobrażeniami poszczególnych kwater i sekwencji bordiury. Niewykluczone, że wzorcem artystycznym, na którym rysownik oparł swoją wizję, był jakiś rękopis z żywotami świętych, przechowywany w bibliotece kapitulnej, który pochodził z południowoniemieckich skryptoriów.
Sam zamysł przedstawienia scen z życia świętego jest oryginalnym dla Gniezna, gdyż drzwi wejściowe do katedry rezerwowano zwykle dla wyobrażeń biblijnych, obrazujących historię Stworzenia i Odkupienia.

## Wygląd, materiał i charakterystyka

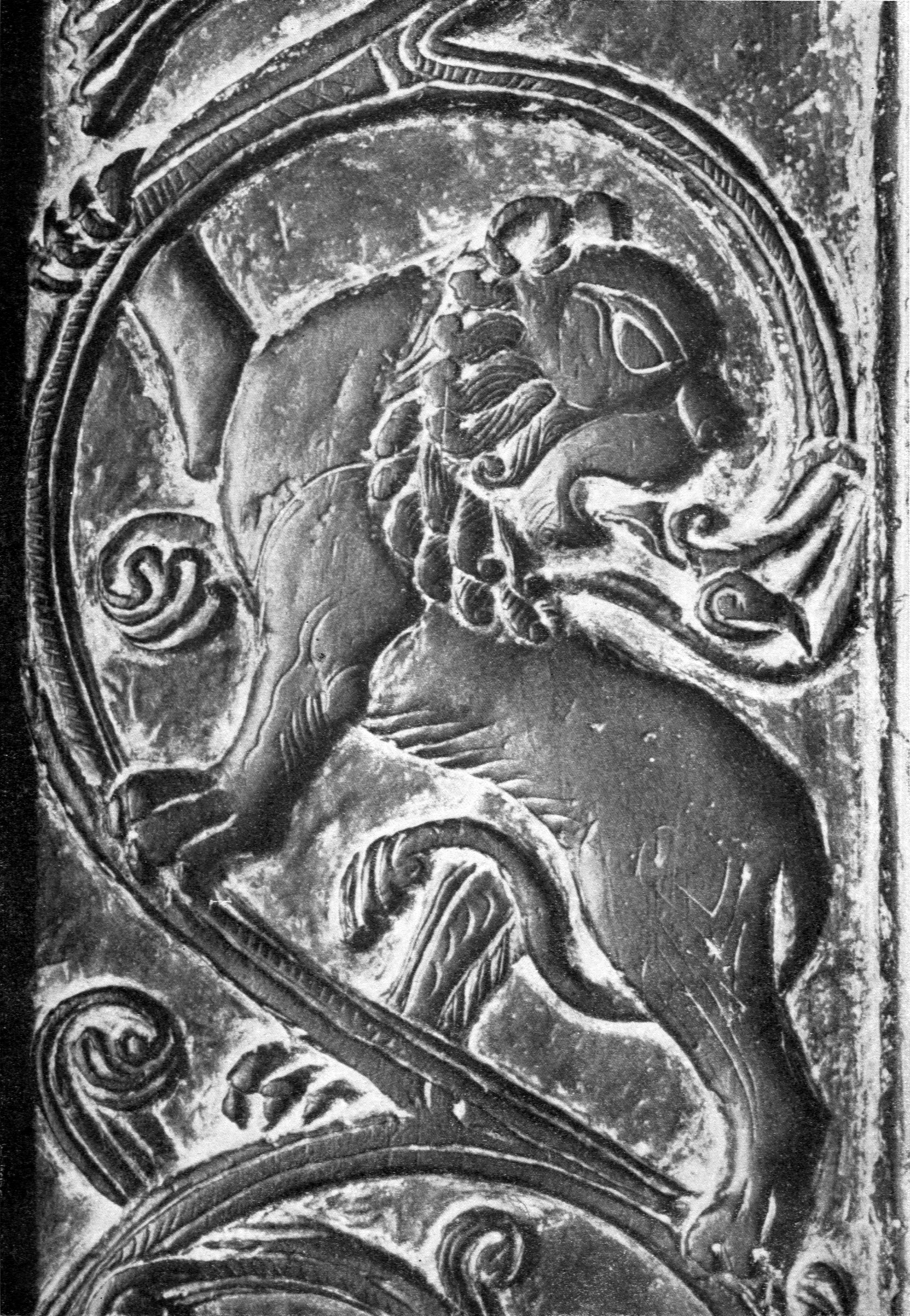
Fragment bordiury – lew znajduje się także na odwrocie polskiego banknotu dwudziestozłotowego

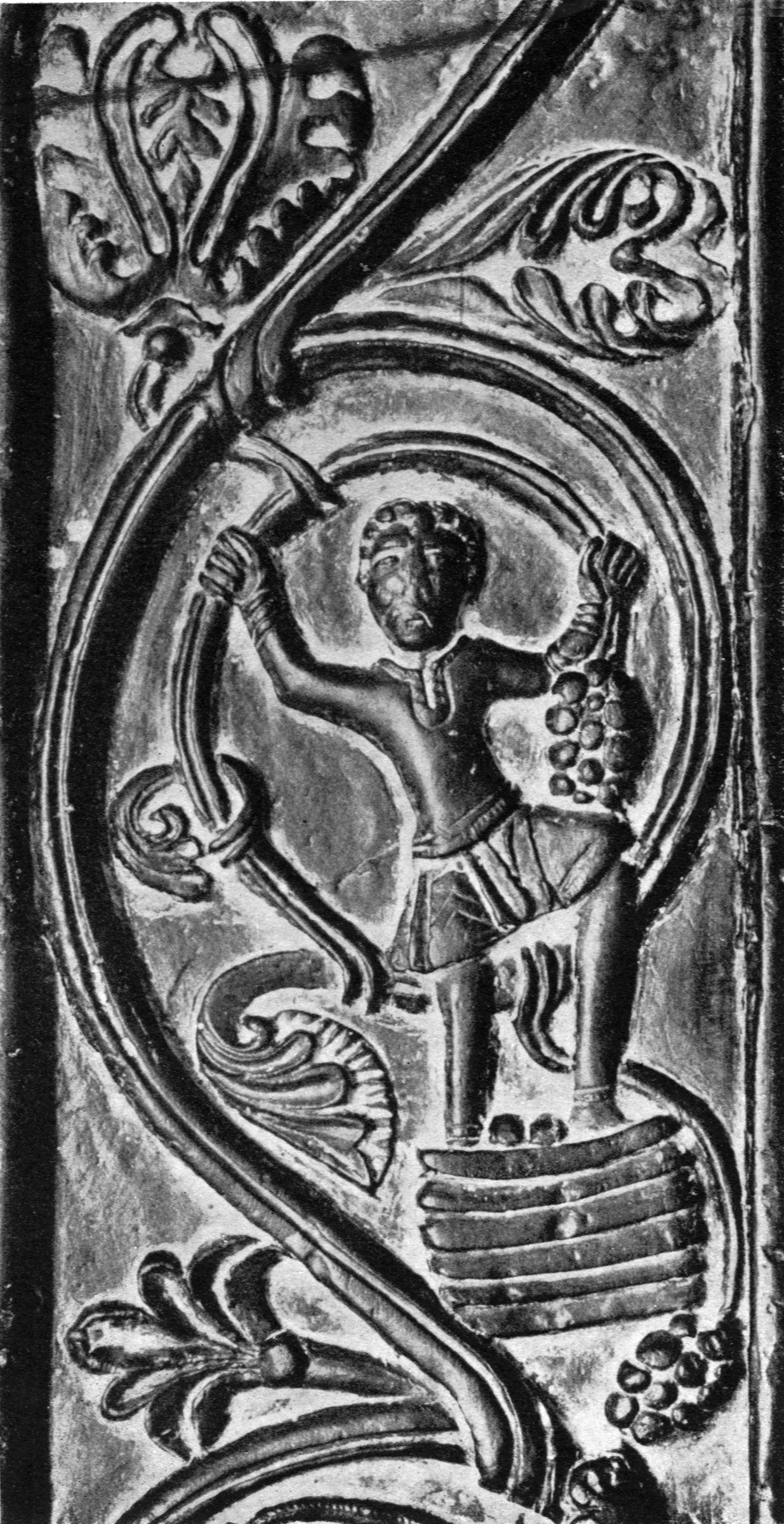
Fragment bordiury

Drzwi Gnieźnieńskie składają się z dwóch skrzydeł nierównej wielkości. Prawe ma 323 cm wysokości i 83 cm szerokości, natomiast lewe – 328 cm wysokości i 84 cm szerokości. Grubość skrzydeł waha się między 1,5 a 2,5 cm.
Oba skrzydła zostały odlane ze stopu, w którego skład wchodzą miedź, cyna i niewielkie ilości ołowiu. Stosunek tych składników nie jest identyczny w obu skrzydłach, ani nawet w poszczególnych partiach. Prawe skrzydło ma większą domieszkę cyny (12,2%), co uwidacznia się w jego jaśniejszym kolorze.
Lewe skrzydło zostało odlane w całości, natomiast prawe składa się z 24 oddzielnie wykonanych części (9 kwater, 12 odcinków bordiur i 3 listwy obrzeżne).
Drzwi zostały wykonane jako odlew na wosk tracony. Proces ten nie był wykonany w sposób zupełnie doskonały, na co wskazują zniekształcenia niektórych reliefów (widoczne m.in. w kwaterze III oraz XVI i XVII). Osobno odlane i następnie przylutowane zostały obie kołatki w formie lwich łbów. Kołki brązowe, idące w poprzek drzwi świadczą, że pierwotnie skrzydła metalowe przymocowane były do podłoża drewnianego.
Najpoważniejszym uszkodzeniem jest wyłom w dolnej krawędzi prawego skrzydła aż po bordiurę. Pęknięcia wzdłużne, idące od kołatek, poświadczają upadek drzwi stroną rzeźbioną ku ziemi.
Sceny z dziejami św. Wojciecha otacza na każdym skrzydle bogata rama. Tę bordiurę wypełnia ornament falującej wici o symetrycznych odgałęzieniach biegnących w lewo i prawo, zwiniętych spiralnie, ożywionych zmieniającym się ulistnieniem, kwiatami i owocami. Między roślinną wić wplecione zostały liczne zwierzęta, ptaki, gady i fantastyczne stwory, łącznie 64 wyobrażenia zoomorficzne.
Pola skrzydeł o kształcie wydłużonego prostokąta podzielone są na dziewięć kwater ze scenami figuralnymi z życia św. Wojciecha, wydzielonych podwójnymi listewkami. Ramę zewnętrzną tworzy szeroka bordiura wypełniona wicią roślinną z motywami antropomorficznymi i zoomorficznymi. W czwartej kwaterze, licząc od dołu, osadzone są kołatki w kształcie lwiej głowy z pierścieniem w pysku.

## Opis kwater
Kwatery ze scenami z życia św. Wojciecha tworzą cykl, rozpoczynający się dolną kwaterą lewego skrzydła i kończący się dolną kwaterą prawego skrzydła. Lewe skrzydło obejmuje okres życia świętego poprzedzający jego przybycie do Polski. Prawe skrzydła zawiera sceny związane z misją i męczeńską śmiercią w Prusach.
1. Narodziny św. Wojciecha – ramę kompozycyjną tworzą dwie arkady wsparte na kolumnie. Po lewej położnica siedząca na łóżku przyjmuje z rąk służebnicy misę z posiłkiem. Po prawej dwie kobiety kąpią noworodka w naczyniu w kształcie kielicha.
2. Ofiarowanie św. Wojciecha – rodzice przynoszą chore dziecko do kościoła, składając je na ołtarzu i poświęcając Bogu. Po lewej stronie ołtarza znajdują się ojciec unoszący dziecię, matka i piastunka. Po prawej stronie jest duchowny. Rodzice dziecka mają bogato zdobione ubrania, podkreślające ich rangę społeczną.
3. Rodzice oddają św. Wojciecha na naukę do Magdeburga – scena rozgrywa się w dwudzielnym obramowaniu arkadowym, podobnie jak w pierwszej kwaterze. Po lewej stronie stoją rodzice i mały Wojciech witany uściskiem dłoni przez Otryka, przełożonego szkoły. Towarzyszy mu duchowny w tonsurze. Widoczne są także architektura katedry i otwarte drzwi szkoły.
4. Modlitwa św. Wojciecha – interpretowana jako nocna modlitwa Wojciecha przerażonego zgonem biskupa Dytmara lub jako jedna z tajemnych modlitw, o której wspominają żywoty świętego.
5. Nadanie św. Wojciechowi godności biskupiej przez Ottona II – scena odnosi się do historycznego wydarzenia, które miało miejsce w 983 roku w Weronie. Cesarz, przedstawiony z insygniami władzy, wręcza Wojciechowi pastorał. Cesarzowi towarzyszy miecznik, a Wojciechowi grupa czterech duchownych z charakterystycznymi tonsurami.
6. Św. Wojciech wypędza szatana z opętanego człowieka – Wojciech jest odziany w szaty liturgiczne i egzorcyzmuje opętanego, z którego ust wychodzi uskrzydlony szatan. W tle sceny obecna jest zasmucona para, prawdopodobnie bliscy opętanego.
7. Widzenie senne św. Wojciecha – Chrystus objawia się pogrążonemu w śnie Wojciechowi, wypominając mu, że nie występuje czynnie w obronie chrześcijan sprzedawanych jako niewolników przez żydowskich kupców. Architektura symbolizuje komnatę biskupa oraz katedrę i mury Pragi.
8. Św. Wojciech napomina króla Bolesława II – biskup jest ubrany w szaty liturgiczne i sprzeciwia się handlowi niewolników. Król jest ubrany podobnie jak cesarz w kwaterze piątej. Obok Wojciecha i króla widoczni są także miecznik oraz dwóch kupców żydowskich (w nakryciach głowy), prowadzących dwóch związanych niewolników.
9. Cud z dzbankiem w klasztorze na Awentynie – opis epizodu, w którym Wojciech opuścił Pragę i przebywał w klasztorze św. Aleksego na Awentynie w Rzymie. Usługując braciom, upuścił naczynie, które jednak nie stłukło się, ani nie zmniejszyła się zawartość wina. Bracia siedzący za stołem ukazani są w postawie zdumienia.
10. Przybycie św. Wojciecha do Prus – święty wraz z towarzyszami (bratem Radzimem oraz Benedyktem-Boguszą) przybija do brzegu Prus i błogosławi tę ziemię. Naprzeciw niego stoi uzbrojony oddział Prusów.
11. Św. Wojciech chrzci Prusów – Wojciech w szatach liturgicznych chrzci Prusa, któremu towarzyszą współplemieńcy.
12. Św. Wojciech przemawia do Prusów – Wojciech napomina Prusów, którym przewodzi kapłan lub wódz plemienny z laską w ręku.
13. Ostatnia Msza święta Wojciecha – przed ołtarzem, w środku kwatery, Wojciech celebruje Mszę. Towarzyszy mu trzech usługujących. Po prawej stronie kwatery widać tłum uzbrojonych Prusów.
14. Śmierć męczeńska św. Wojciecha – święty klęczy z rękami złożonymi do modlitwy, jeden z Prusów przebija go włócznią. Drugi z pogan, chwyta biskupa za włosy i podnosi topór do zadania ciosu. Trzej towarzysze oddalają się z oznakami smutku i przerażenia.
15. Wystawienie zwłok św. Wojciecha – ciało owinięte w całun spoczywa na desce, osadzonej między drzewem a pniem bez gałęzi. Na tym pniu umieszczono głowę świętego. Na trzecim drzewie widnieje orzeł, strzegący ciała biskupa przed dzikim ptactwem.
16. Wykupienie zwłok św. Wojciecha – książę Bolesław Chrobry wraz z towarzyszami jest obecny przy ważeniu wykupu, który skarbnik nakłada na szale wagi, trzymanej przez jednego z Prusów.
17. Przeniesienie zwłok św. Wojciecha – na czele konduktu idzie biskup z akolitą w szatach liturgicznych. Za ciałem świętego idzie książę w towarzystwie małżonki. Pod noszami widać dwóch kalekich, podnoszących ręce w geście błagalnym.
18. Złożenie ciała św. Wojciecha do grobu – dwóch duchownych składa ciało do sarkofagu. Obecni są biskup, książę oraz trzech akolitów, trzymających krzyż, kadzielnicę, kropielnicę, kropidło oraz księgę. Arkada w tle jest rozpięta między dwiema wieżyczkami, co oznacza wnętrze kościoła.

## Symbolika
Sceny można odczytywać także w linii poziomej. W ten sposób np. narodziny Wojciecha dla świata doczesnego łączą się z narodzinami dla nieba, a podjęcie obowiązków duszpasterskich, usymbolizowane w pastorale, dopełnia ofiara z życia. Przy analizie zawartości ideowej i artystycznej Drzwi Gnieźnieńskich określono przede wszystkim wiele egzemplarycznych prototypów dla kompozycji i realiów poszczególnych scen, zaczerpniętych głównie z ikonografii Chrystusa i świętych męczenników. Niektórzy interpretują wyobrażenia bordiury jako znaki zodiaku (lewe skrzydło) i mit Herkulesa (prawe skrzydło). Niektórzy wykazują także treściowe powiązania między poszczególnymi odcinkami bordiury z najbliższymi kwaterami (np. w dziesiątej kwaterze św. Wojciech przybywa na ziemie pruskie, a przy niej znajdują się Herakles depczący smoka i bezskrzydły gryf, strażnik).